# Фібі Сноу
Фібі Сноу (англ. Phoebe Ann Laub, народжена як Фібі Енн Лауб; 17 липня 1950 — 26 квітня 2011) — американська співачка, автор пісень і гітаристка, відома своїми хітами 1974 і 1975 років «San Francisco Bay Blues»,  «Poetry Man», «Harpo's Blues» і її запрошений вокал, який підтримує Пола Саймона на «Gone at Last». Вона також записала «San Francisco Bay Blues». The New York Times описала її як «контральто, засноване на блюзовому гроулі та здатне передавати чотири октави». Сноу також виконала численні рекламні джингли для багатьох американських продуктів у 1980-х і 1990-х роках, включаючи General Foods International Coffees, Salon Selectives і Stouffer's. Сноу досяг успіху в Австралії наприкінці 1970-х і на початку 1980-х років із п’ятьма 100 найкращими альбомами на цій території. У 1995 році вона записала госпел-альбом із «Sisters of Glory».

## Молодість, сім'я та освіта
Фібі Енн Лауб народилася в Нью-Йорку в 1950 році  і виросла в музичній родині, де цілодобово звучали дельта-блюз, мелодії з бродвейських шоу, диксиленд-джаз, класична музика та записи народної музики. Її батько, Меррілл Лауб, винищувач за фахом, мав енциклопедичні знання про американське кіно та театр, а також був затятим колекціонером і реставратором антикваріату. Її мати, Лілі Лауб, була викладачем танців, яка виступала з групою Марти Грем. Вона була єврейкою.

## Кар'єра
Саме в клубі The Bitter End у 1972 році Денні Корделл, співвласник (разом з Леоном Расселом) Shelter Records, був настільки захоплений співачкою, що підписав з нею контракт на лейбл і продюсував її перший запис у The Church Studio.  У 1974 році вона випустила однойменний альбом Phoebe Snow, включаючи «San Francisco Bay Blues» і «Poetry Man», у якому виступили The Persuasions, Зут Сімс, Тедді Вілсон, Девід Бромберг і Дейв Мейсон.

## Дискографія
| 1974 рік                                                                            | Фібі Сноу                                          | 4   | 22 | —  | 48 | - США: золото | Записи притулку |
| 1976 рік                                                                            | Друге дитинство                                    | 13  | 33 | —  | 71 | - США: золото | Колумбія        |
| 1976 рік                                                                            | Це схоже на сніг                                   | 29  | —  | —  | 64 |               | Колумбія        |
| 1977 рік                                                                            | Ніколи не відпускай                                | 73  | 36 | —  | —  |               | Колумбія        |
| 1978 рік                                                                            | Проти зерна                                        | 100 | —  | —  | —  |               | Колумбія        |
| 1981 рік                                                                            | Rock Away                                          | 51  | —  | —  | —  |               | Міраж           |
| 1989 рік                                                                            | Щось справжнє                                      | 75  | —  | —  | —  |               | Електра         |
| 1991 рік                                                                            | Нью-Йоркське рок-енд-соул-ревю: Live at the Beacon | —   | —  | —  | —  |               | Гігант          |
| 1995 рік                                                                            | Добра новина у важкі часи (з сестрами Слави )      | —   | —  | —  | —  |               | Warner Bros.    |
| 1998 рік                                                                            | Я не можу поскаржитися                             | —   | —  | —  | —  |               | Будинок блюзу   |
| 2003 рік                                                                            | Чудо природи                                       | —   | —  | —  | —  |               | Eagle Records   |
| 2008 рік                                                                            | Жити                                               | —   | —  | 17 | —  |               | Verve Records   |
| «—» позначає запис, який не потрапив у чарти або не був випущений на цій території. |                                                    |     |    |    |    |               |                 |